# Giungano
Giungano là một đô thị (comune) thuộc tỉnh Salerno trong vùng Campania của Ý. Giungano có diện tích 11 km2, dân số là 1253 người (thời điểm ngày 1 tháng 4 năm 2009).